# Escola autónoma
Escola autônoma é uma escola que recebe financiamento do governo, mas opera independentemente da rede estatal de ensino estabelecida em que está localizada. É independente no sentido de que opera de acordo com o princípio básico da autogestão para a prestação de contas, sindo livre das regras, mas responsável pelos resultados.

## Escola pública x particular
As escolas autônomas ou livres são financiadas publicamente através de impostos e operadas por empresas de gestão privada. As escolas autônomas são frequentemente estabelecidas, operadas e mantidas por organizações com fins lucrativos, e não são necessariamente mantidas nos mesmos padrões das escolas públicas tradicionais. Há um debate sobre se as escolas autônomas devem ser descritas como escolas particulares ou públicas. Defensores do modelo de afretamento  afirmam que são escolas públicas porque estão abertas a todos os alunos e não cobram mensalidades. Críticos das escolas autônomas afirmam que o seu funcionamento privado com falta de responsabilidade pública torna-as mais como instituições privadas com subsídio público.

## Por país

### Alemanha
Devido ao art. 7 do Grundgesetz (constituição alemã), as escolas privadas só podem ser criadas se não causarem a segregação social dos alunos pelas diferenças de renda de seus pais. Em troca, todas as escolas privadas são apoiadas financeiramente por órgãos governamentais, comparáveis às escolas autônomas. A quantidade de controle sobre a organização escolar, o currículo etc. assumido pelo Estado difere do estado para o estado e da escola para a escola. O apoio financeiro médio dado pelos órgãos governamentais foi de 85% dos custos totais em 2009.

### Austrália
Todas as escolas privadas australianas receberam algum financiamento do governo federal desde a década de 1970. Desde então, eles educaram aproximadamente 30% dos estudantes do ensino médio. Nenhuma delas são escolas autônoma, uma vez que todas cobram taxas de matrícula.
Desde 2009, o Governo da Austrália Ocidental vem testando a iniciativa IPS (Independent Public School - "Escola Pública Independente"). Essas escolas públicas têm maior autonomia e poderiam ser consideradas como semelhantes às escolas autônomas (termo não usado na Austrália).

### Bulgária
A primeira escola charter na Bulgária, a Escola de Educação Geral com Perfis Baseados em Interesses 151, foi fundada em 1990 em Sófia.

### Canadá

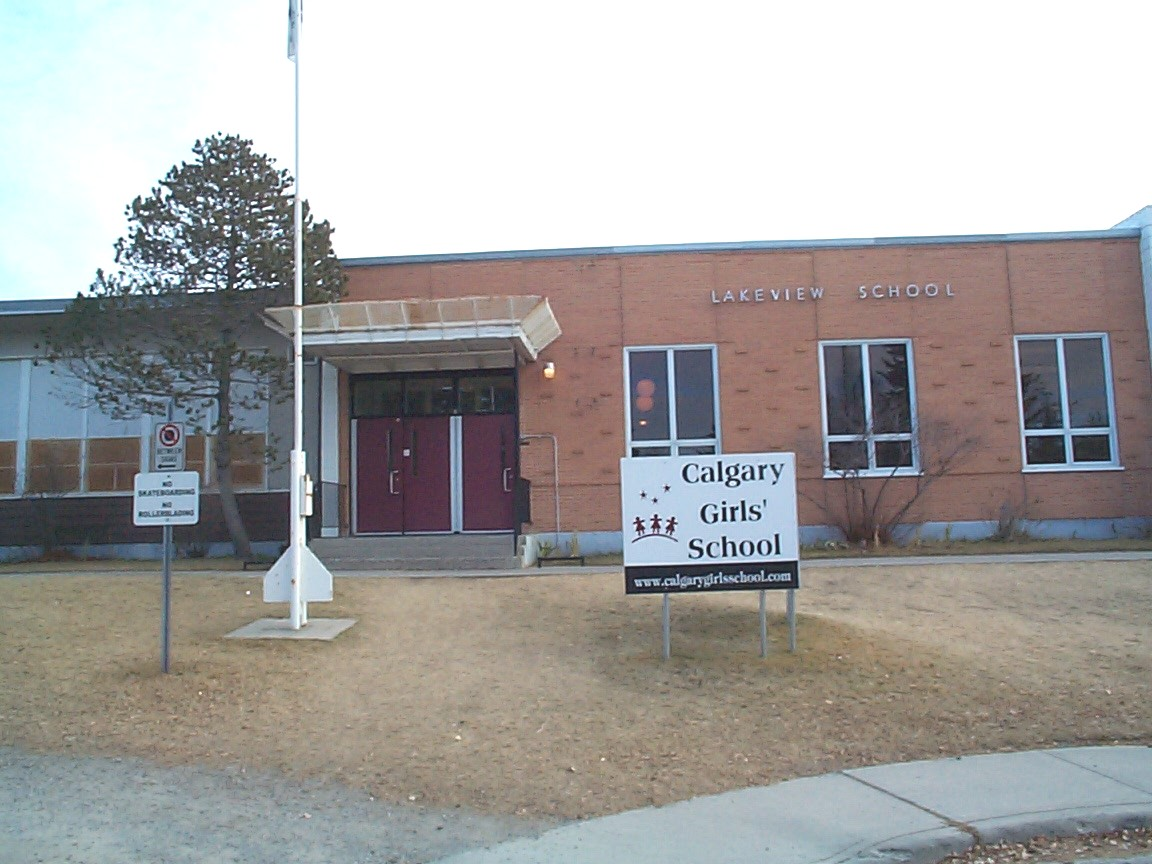
Calgary Girls Charter School.

A província canadense de Alberta promulgou uma legislação em 1994 que permite escolas autônomas. As primeiras escolas autônomas sob a nova legislação foram estabelecidas em 1995: New Horizons Charter School, Suzuki Charter School, e o Centre for Academic and Personal Excellence. A partir de 2015, Alberta continua sendo a única província canadense que permitiu escolas autônomas.
Existem 23 campis autônomos operados por 13 escolasem Alberta. O número de escolas autônomas foi limitado a um máximo de 15, mas o governo provincial eliminou esse limite a partir de Setembro de 2020.

### Chile
O Chile tem uma longa história de escolaridade subsidiada privada, semelhante à educação charter nos Estados Unidos. Antes da década de 1980, a maioria das escolas privadas subsidiadas eram religiosas e de propriedade de igrejas ou outros grupos privados, mas receberam apoio do governo central. Na década de 1980, o governo de Augusto Pinochet promoveu reformas neoliberais no país. Em 1981 foi adotado um sistema de vouchers (cheques escolares) competitivos em educação. Esses vouchers  poderiam ser usados em escolas públicas ou privadas subsidiadas (que podem ser geridas para fins lucrativos). Após essa reforma, a participação das escolas privadas subsidiadas, muitas delas seculares, cresceu de 18,5% das escolas em 1980 para 32,7% das escolas em 2001. A partir de 2012, quase 60% dos estudantes chilenos estudam em escolas charter.

### Estados Unidos

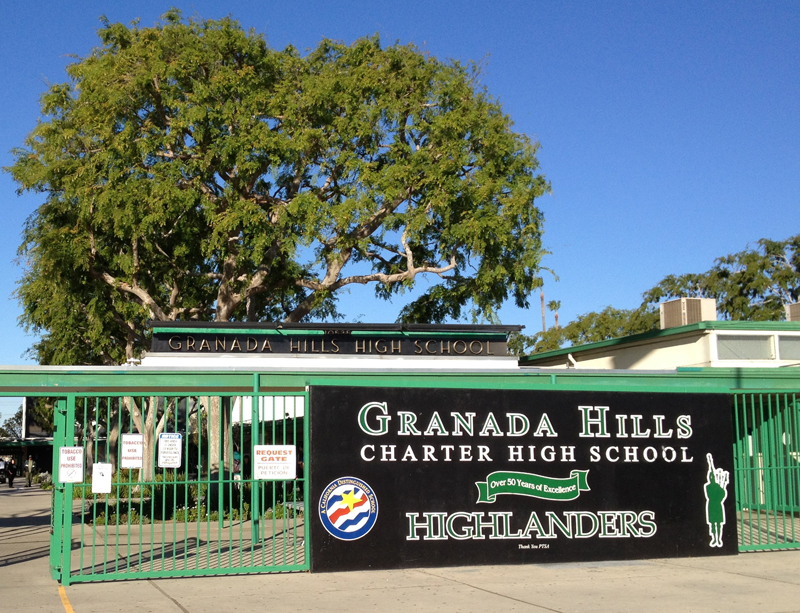
Em 2003, Granada Hills Charter High School em Los Angeles, tornou-se a maior escola charter nos Estados Unidos.

Segundo a ECS (Education Commission of the States), "as escolas autônomas (Charter schools) são escolas públicas semiautônomas que recebem recursos públicos. Operam sob um contrato escrito com um estado, distrito ou outra entidade (referido como um autorizador ou patrocinador). Este contrato (charter = "carta" - no sentido de concessão) detalha como a escola será organizada e gerenciada, o que os alunos deverão alcançar e como o sucesso será medido. Muitas cartas estão isentas de uma variedade de leis e regulamentos que afetam outras escolas públicas se continuarem a cumprir os termos de suas cartas." Essas escolas, no entanto, precisam seguir currículos estatais e estão sujeitas às mesmas regras e regulamentos que as cobrem, embora haja flexibilidade na forma como isso é realizado.

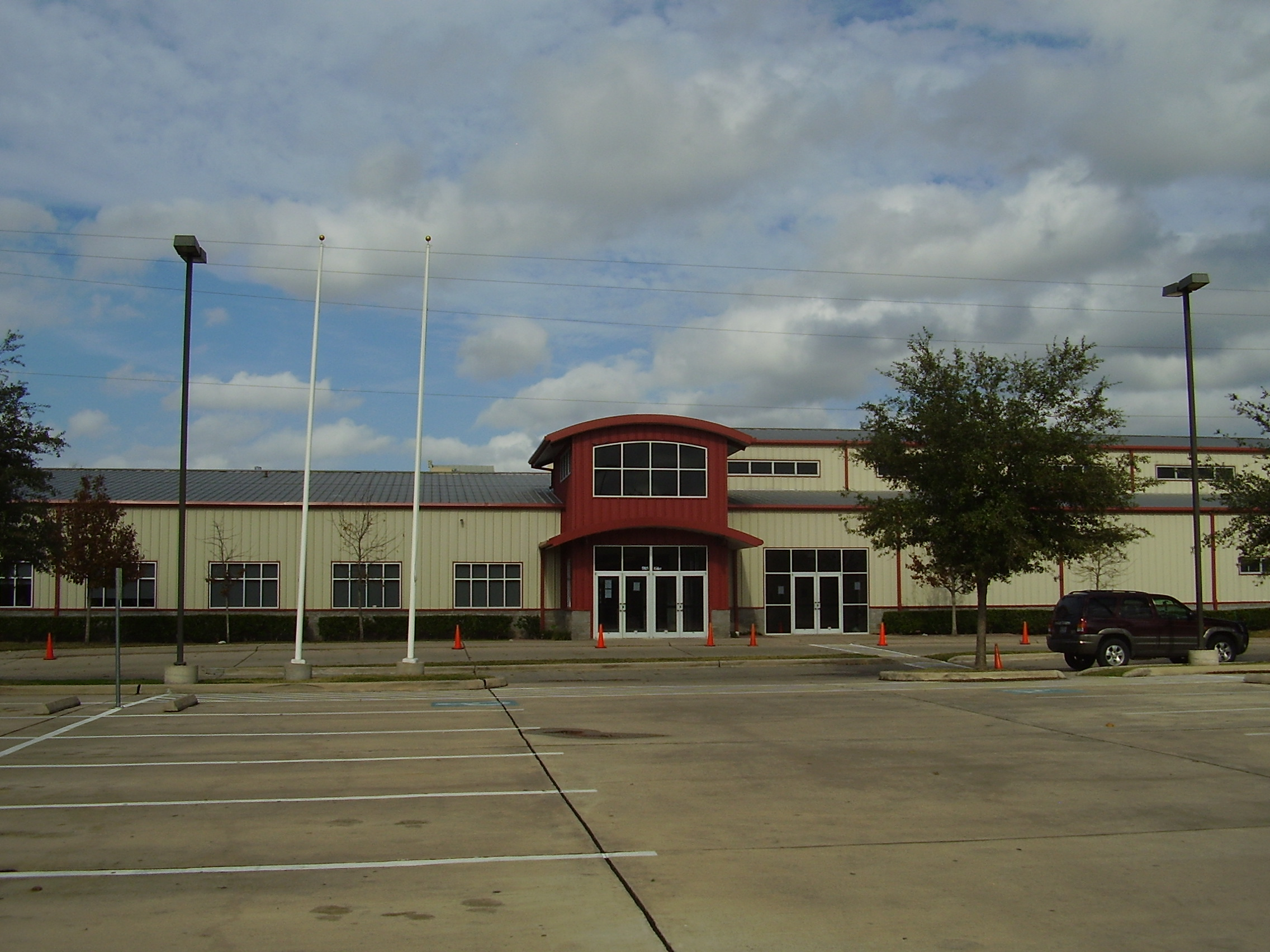
SER-Niños Charter School, uma escola charter na área de Gulfton, Houston, Texas.

Minnesota aprovou a primeira lei de charter school nos Estados Unidos em 1991. A partir de 2015, Minnesota tinha 165 escolas charter registradas, com mais de 41.000 alunos frequentando. A primeira delas a ser aprovada, Bluffview Montessori School em Winona, foi inaugurada em 1992. A primeira charter a operar foi a City Academy em St. Paul. Algumas escolas charter especializadas de Minnesota incluem a Metro Deaf School (1993), Community of Peace Academy (1995), e a Performing Institute of Minnesota Arts High School (2004).
A partir de dezembro de 2011 aproximadamente 5.600 escolas charter matricularam um total estimado de mais de 2 milhões de estudantes em todo o país. Os números equivalem a um crescimento de 13% nos alunos em apenas um ano, enquanto mais de 400.000 alunos permanecem na lista de espera de escolas charter. Mais de 500 novas escolas charter abriram suas portas no ano letivo de 2011-12, um aumento estimado de 200.000 alunos. Este ano marca o maior aumento de um ano já registrado em termos do número de alunos adicionais frequentando escolas charter.
A experimentação mais radical com escolas autônomas nos Estados Unidos possivelmente ocorreu em Nova Orleans, Louisiana, na sequência do furacão Katrina (2005). A partir de 2009 o OPSB (Orleans Parish School Board - sistema de escolas públicas de Nova Orleans) estava envolvido em reformas destinadas a descentralizar o poder do conselho escolar público pré-Katrina para diretores e conselhos de escolas autônomas individuais, monitorando o desempenho destas, concedendo contratos operacionais renováveis de cinco anos permitindo o fechamento daquelas que não têm sucesso, e aos pais a escolha de matricular seus filhos em quase qualquer escola do distrito. Nova Orleans é uma das duas cidades dos Estados Unidos onde a maioria dos estudantes estudam em escolas autônomas. 78% de todos os escolares de Nova Orleans estudaram em escolas autônomas durante o ano letivo de 2011-12. Em maio de 2014, todas, exceto cinco escolas de Nova Orleans, eram escolas charter.
Ao contrário de seus homólogos públicos, as leis que regem as escolas autônomas variam muito. Os três estados com maior número de estudantes matriculados em escolas autônomas são Califórnia, Arizona e Michigan. Essas diferenças se relacionam em grande parte com que tipos de órgãos públicos podem autorizar a criação de escolas autônomas, sejam ou não e através de quais processos as escolas privadas podem converter em escolas autônomas, e que certificação, se houver, os professores das escolas autônomas exigem.
Na Califórnia, os distritos escolares locais são os mais frequentes bolsistas de cartas escolares. Se um distrito escolar local negar um pedido de afretamento, ou se a escola autônoma propor fornecer serviços não prestados pelos distritos escolares locais, um conselho municipal composto por superintendentes de escolas públicas ou do conselho de educação pública pode conceder uma carta. O Conselho Estadual de Escolas Charter do Arizona concede fretamentos no Arizona. Os distritos escolares locais e o conselho estadual de educação também podem conceder fretamentos. Em contraste, a criação de escolas charter em Michigan só pode ser autorizada por conselhos escolares locais ou pelos conselhos escolares de faculdades e universidades estaduais.
Diferentes estados com legislação escolar charter adotaram posições amplamente diferentes no que diz respeito à conversão de escolas privadas para escolas charter. A Califórnia, por exemplo, não permite a conversão de escolas particulares em escolas charter. Tanto Arizona como Michigan permitem tais conversões, mas com requisitos diferentes. Uma escola privada que deseja se converter a uma escola charter em Michigan, por exemplo, deve mostrar que pelo menos 25% de sua população estudantil é composta por novos alunos. A legislação no Arizona estipula que as escolas privadas que desejam se tornar escolas charter dentro desse estado devem ter políticas de admissão justas e não discriminatórias. Além disso, enquanto Michigan e Califórnia exigem que professores em escolas charter mantenham a certificação estadual, aqueles no Arizona não.
As escolas charter foram alvo como um componente importante do No Child Left Behind Act ("Lei Nenhuma Criança Deixada Para Trás") de 2002. Especificamente, o ato especifica que os alunos que frequentam escolas rotuladas como de baixo desempenho pelas normas estaduais agora têm a opção de se transferir para uma escola diferente no distrito, seja uma escola estadual, privada ou charter. O ato também sugeriu que, se uma escola falida não puder apresentar progresso anual adequado, será designada uma escola charter.
A partir de 2005 havia quase 100 escolas charter na Carolina do Norte, o limite aprovado pela legislação em 1996. A legislação de 1996 determina que não haverá mais do que cinco escolas charter operando dentro de um distrito escolar a qualquer momento. Foi aprovado para oferecer aos pais opções em relação aos seus filhos e à escola que frequentam, com a maior parte do custo sendo coberto pela receita tributária. Após os primeiros anos de autorização de escolas charter na Carolina do Norte, a autoridade para conceder fretamentos mudou de conselhos locais de educação para o Conselho Estadual de Educação. Isso também pode ser comparado com vários outros estados que têm vários poderes que aceitam candidaturas charter schools.
Normalmente, as escolas charter reivindicam status sem fins lucrativos, mas a maioria opera em um sistema com fins lucrativos. Além disso, os edifícios em que operam são geralmente propriedades particulares. Assim, essa classe de ativos gera interesse de investidores imobiliários e de construtoras. As escolas charter cresceram em número nos EUA desde a década de 1990, mas sofreram muitas falhas. Um estudo recente descobriu que mais de um quarto das novas escolas charter havia fechado após 5 anos, e após apenas 15 anos de operação, cerca de metade havia fechado. A partir de 2015, 6.700 escolas charter matriculam aproximadamente 2,9 milhões de estudantes nos Estados Unidos.

#### Escola virtual
As escolas cibernéticas charter operam como escolas autônomas típicas na forma de serem escolas organizadas de forma independente, mas são conduzidas parcial ou inteiramente pela Internet. Os defensores dizem que isso permite muito mais flexibilidade em comparação com as escolas tradicionais.
Para 2000-2001, estudos estimaram que há cerca de 45.000 estudantes on-line K-12 nacionalmente. Seis anos depois, um estudo realizado por Picciano e Seamon (2006) descobriu que mais de 1 milhão de estudantes estavam envolvidos. Esses números aumentaram para 6,7 milhões de estudantes em 2013. Um estudo realizado por Watson, Murin, Vashaw, Gemin e Rapp descobriu que as escolas de afretamento cibernético estão atualmente (a partir de 2014) operando em todos os 50 estados e no Distrito de Columbia.
O aumento desses campi online tem despertado controvérsias. Em novembro de 2015, pesquisadores da Universidade de Washington, Universidade de Stanford e do grupo Mathematica Inc. publicaram o primeiro grande estudo de escolas charter online nos Estados Unidos, o "National Study of Online Charter Schools". Encontrou "desempenho acadêmico significativamente mais fraco" em matemática e leitura nessas escolas quando comparado com as convencionais. O estudo resultou de uma pesquisa realizada em 17 estados americanos que tinham escolas charter online. Concluiu-se que manter os alunos on-line focados em seu trabalho era o maior problema enfrentado pelas escolas charter on-line e que, em matemática, a diferença de alcance entre alunos on-line e seus pares convencionalmente educados equivalia aos alunos cibernéticos que faltavam um ano acadêmico inteiro na escola.
Quatro estados adotaram legislação específica adaptada para escolas de afretamento cibernético. Um exemplo é o Arizona, que tem cerca de 3.500 alunos em escolas cibernéticas, cerca de metade deles escolas de correio cibernético e a outra metade governada por distritos tradicionais de escolas públicas "físicas". As escolas cibernéticas ensinam alunos do jardim de infância ao 12º ano, e o ambiente varia de estar totalmente online em casa até passar todo o tempo de aula em um prédio escolar formal enquanto aprende pela Internet. [citação necessária]
Os diplomas das escolas cibernéticas têm sido desigualmente valorizados pelas instituições pós-secundárias. Às vezes, as universidades aplicam requisitos adicionais ou têm cotas de carta cibernética que limitam o número de candidatos. As forças armadas dos EUA também classificam os diplomas não tradicionais em um nível mais baixo, embora a partir de 2012 isso possa ser contornado por altas pontuações nos testes ASVAB (Armed Services Vocational Aptitude Battery - Bateria de Aptidão Vocacional dos Serviços Armados).

#### Escolaschartere escolas públicas
Em 2014, Nova Orleans se tornou o primeiro lugar nos Estados Unidos a estabelecer um distrito escolar totalmente charter, chamado de Recovery School District (Distrito Escolar de Recuperação). Uma declaração de política de 2017 da National Education Association expressou seu forte compromisso com as escolas públicas. As escolas charter são financiadas pelos contribuintes, portanto, deve haver a mesma responsabilidade, transparência, salvaguardas e imparcialidade que as escolas públicas. 44 estados americanos, juntamente com o Distrito de Columbia, implementam legislação sobre escolas charter estaduais. No entanto, muitos estados não obrigam as charters a cumprir os estatutos das reuniões abertas, bem como pré-requisitos sobre conflitos de interesse que pertencem a distritos escolares, conselhos e funcionários. A secretária de Educação do governo Trump, Betsy DeVos, foi uma grande defensora da School choice e das escolas charter.

### Hong Kong
Algumas escolas privadas em Hong Kong recebem subsídios do governo sob o DSS (Direct Subsidy Scheme - "Regime de Subsídios Direto"). As escolas DSS são livres para elaborar seu currículo, selecionar seus próprios alunos e cobrar por mensalidades. Várias escolas do DSS eram anteriormente escolas públicas antes de aderir ao esquema.

### Inglaterra e País de Gales
O Reino Unido estabeleceu escolas mantidas em bolsas na Inglaterra e no País de Gales em 1988. Foram permitidas escolas individuais que eram independentes da autoridade escolar local. Quando foram abolidos em 1998, a maioria se transformou em escolas de fundação, que estão realmente sob sua autoridade distrital local, mas ainda têm um alto grau de autonomia.
Antes das eleições gerais de 2010, havia cerca de 200 academias (escolas financiadas publicamente com um grau significativo de autonomia) na Inglaterra.

### Irlanda
Escolas autônomas na Irlanda foram criadas principalmente nos anos 1700 pela Igreja da Irlanda para educar os pobres. Eles eram patrocinados pelo Estado ou caridade, mas administrados pela igreja. O modelo a ser copiada era o Kilkenny College, mas críticos como Bernard Mandeville achavam que educar muitas crianças pobres os levaria a ter expectativas irreais. Exemplos notáveis são a Collegiate School Celbridge, Midleton College, Wilson's Hospital School e The King's Hospital.

### Noruega
Na Noruega, as escolas autônomas financiadas publicamente, mas criadas de forma privada, são chamadas de Friskoler ("escolas livres") e foram formalmente instituídas em 2003, mas abolidas em 2007. Desde então, as escolas particulares fazem parte do sistema educacional, e hoje consistem em 63 escolas autônomas que empregam o método Montessori e 32 empregam o método Steiner (Waldorf), algumas escolas religiosas e 11 escolas não-governamentais financiadas como a Oslo International School, a German School of Oslo e a Lycée Français René Cassin d'Oslo, um total de 195 escolas.
Todas as escolas autônomas podem ter uma lista de critérios para admissão, mas apenas as escolas não governamentais financiadas podem selecionar seus alunos e obter lucro. As escolas autônomas não podem ter vestibular, e as taxas suplementares são muito restritas. Em 2013, um total de 19.105 crianças foram matriculadas em escolas particulares.

### Nova Zelândia
Escolas charter na Nova Zelândia, rotuladas como escolas de parceria | kura hourua, foram permitidas após um acordo entre o Partido Nacional e o Partido ACT após as eleições gerais de 2011. A controversa legislação foi aprovada com uma maioria de cinco votos. Um pequeno número de escolas charter começou em 2013 e 2014. Todos atendem alunos que têm lutado na rede pública normal de ensino. A maioria dos alunos tem problemas com drogas e álcool, falta de frequência e desempenho. A maioria dos estudantes são maori ou ilhas do Pacífico. Uma das quais foi criada como escola militar. Uma das escolas teve grandes dificuldades semanas depois do início. Agora está sendo dirigida por um gerente executivo da Infância, Juventude e Família, uma organização governamental de assistência social, juntamente com um comissário nomeado pelo Ministério da Educação. 36 organizações se inscreveram para iniciar escolas charter.

### Suécia

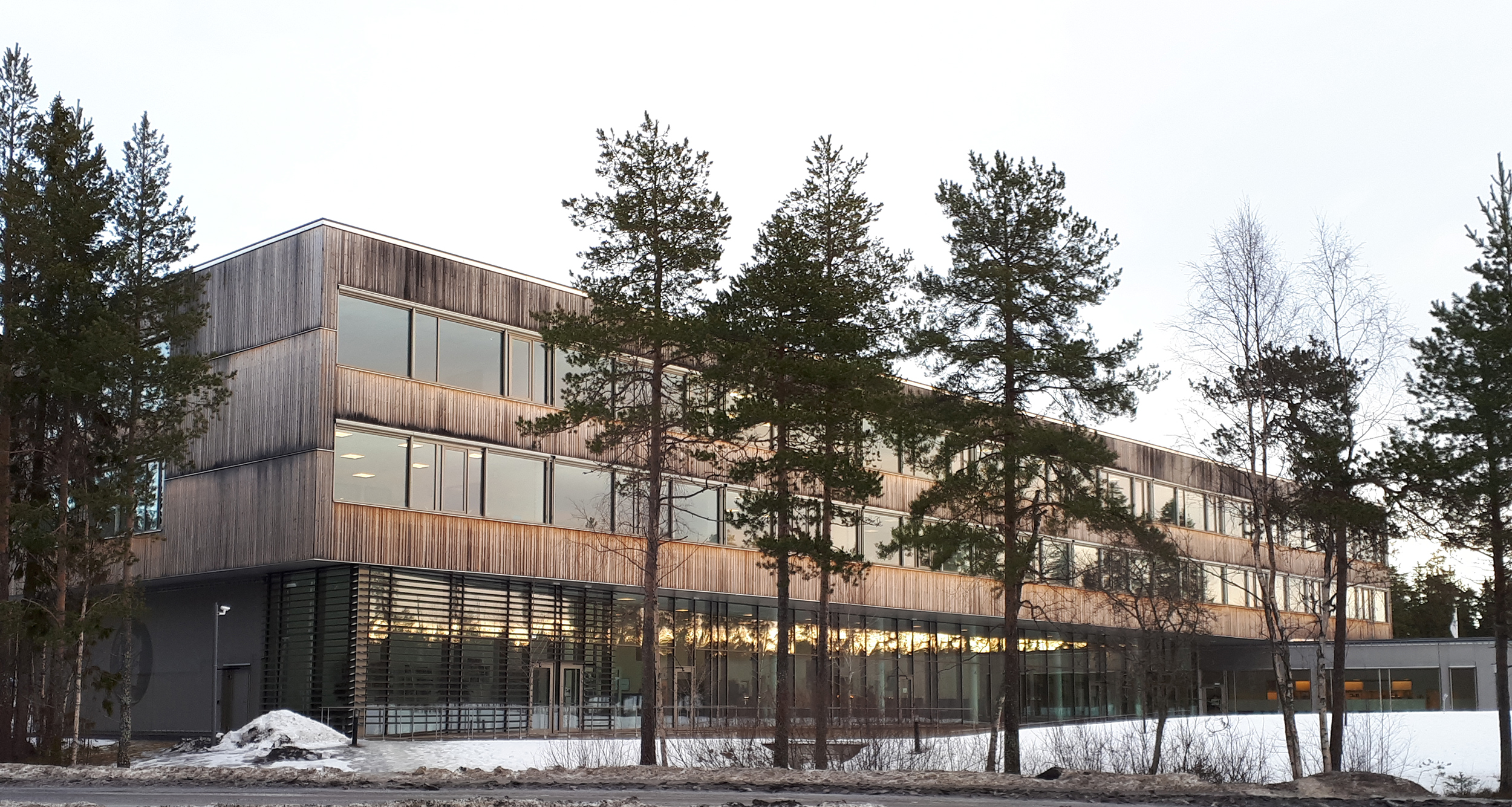
Minerva gymnasium em Umeå.

Depois da Reforma das Escolas Livres – Friskolereformen – em 1992, tem aumentado o número de escolas livres no ensino básico: de cerca de 200 nos anos 1990 para cerca de 750 na década de 2010. Também o número de escolas secundárias livres subiu nesse período de 70 para 500.
Pela Reforma das Escolas Livres, uma escola livre (em sueco: friskola) tem de ser previamente aprovada pelo município e pela Inspeção Escolar – Skolinspektionen.
As escolas livres são financiadas da mesma forma que as escolas públicas municipais: Cada aluno gera um voucher escolar (cheque escolar) – vulgarmente chamado skolpeng. Tanto as escolas livres como as públicas são gratuitas para os alunos.
As escolas livres não são obrigadas a seguir o Plano de Ensino Nacional – läroplanen – mas a maior parte delas seguem-no. No espaço reservado às matérias e atividades de opção, as escolas livres podem incluir disciplinas de interesse específico – como por exemplo cristianismo, islamismo, judaísmo, inglês extra, alemão, francês, etc...
A maior parte das escolas livres são empresas de capital aberto – aktiebolag – e cerca de um terço são associações ideais – ideeella föreningar. Algumas poucas escolas livres são escolas comunais independentes – kommunala friskolor, isto é administradas por direções próprias com independência das autoridades municipais.
Ao contrário das charter schools americanas, as escolas livres suecas não têm uma grande participação dos pais dos alunos na sua gestão.